# Whispering Sons
Whispering Sons est un groupe belge de post-punk, originaire de Limbourg.

## Histoire
Le groupe est formé en 2013 dans la province de Limbourg, en Région flamande, Belgique. Il sort un premier EP, intitulé Endless Party fin 2015. En 2016, il remporte le concours Humo's Rock Rally. Deux ans plus tard, en 2018, le groupe sort son premier album studio, Image au label Smile Records, et entame une tournée promotionnelle baptisée Image Tour, jouant notamment au festival M'era Luna, et faisant un passage à Londres, au Royaume-Uni, en 2019. De cette tournée en découle l'album live On Image sorti en 2019.
En 2021, Whispering Sons sort son deuxième album, Several Others,, après avoir signé un contrat avec le label discographique PIAS. L'album illustre « un monde en détresse ».
Leur troisième album, The Great Calm, sort le 23 février 2024,, également chez PIAS. 

## Discographie

### Albums studio
- 2018 : Image
- 2019 : On Image (album live)
- 2021 : Several Others
- 2024 : The Great Calm

### EP et singles
- 2015 : Endless Party (EP)
- 2016 : Performance / Strange Identities (single)
- 2017 : White Noise (single)
- 2021 : Surface / Blank (single)
- 2022 : Tilt (single)